# 하모닉스
하모닉스(Harmonics)란 기타나 바이올린과 같은 현악기들을 연주하는 특수한 주법 중 한 가지이다. 이를 이용하여 내는 소리는 일반 주법의 음과 다르게 더욱 부드럽고 투명하게 울리는 소리이다. 그 음색이 플래절렛과 비슷하기 때문에, 플래절렛 톤즈(flageolet tones)라고도 한다.

## 원리와 방법

### 원리
현 위의 한 점에 가볍게 손가락을 대고 인공적으로 진동의 마디(node)를 만들어 배음(倍音)을 얻는다.

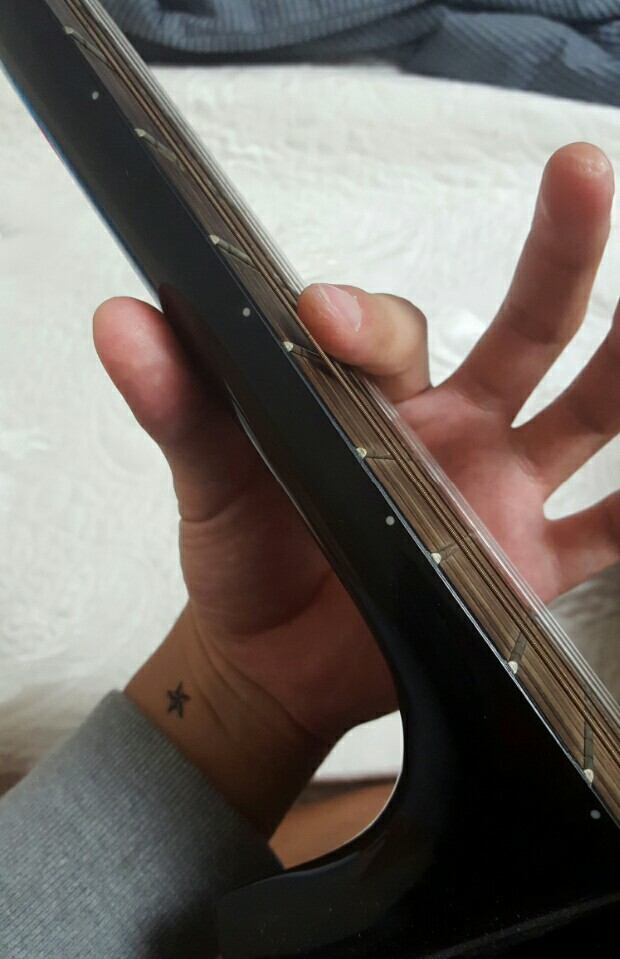
기타에서 하모닉스를 잡는 모습

### 방법
일반적으로 현의 길이의 1/2, 1/3, 1/4 ... 지점에 손가락을 대고 피킹한 다음 바로 손가락을 떼는 방법으로 소리를 낸다.

## 종류
일반적으로 현악기의 하모닉스 주법은 크게 두 가지로 나눌 수 있다.

### 자연적 하모닉스
Natural harmonics. 바이올린족의 악기에서는 현 길이의 1/2, 1/3, 1/4 등의  대에 손을동을볍내게 하는 방법. 기보시에는 하모닉스를 요구하고 있는 음표 위에 ○표를 적거나, 개방현의 음을 보통의 음표로 적고 하모닉스음을 ◇표로 나타낸다.

### 기교적 하모닉스
Artificial harmonics. 스톱 노트(개방현이 아니고, 손가락으로 누름으로써 얻어지는 음)에 사용되는 방법. 첫째 또는 둘째 손가락으로 현을 세게 누르고, 셋째 또는 넷째 손가락으로 그 완전 4도(완전5도, 장 3도인 경우도 있다) 위를 가볍게 대어 진동의 마디를 만듦으로써 첫째 손가락의 음보다 2옥타브 위의 음을 얻을 수 있다. 기보는 a, 또는 c처럼 세게 누르는 음을 보통의 음표로, 마디를 만드는 음은 ◇표로 나타낸다.

### 기타의 하모닉스
기타에서의 하모닉스 주법에는 기존 하모닉스 외에도 특별하게 여러 종류가 있다.
- 내추럴 하모닉스 : 일반적인 방법으로 12프렛, 7프렛, 5프렛으로 대표되는 개방현의 하모닉스 포인트에서 하모닉스를 얻는 방법
- 피킹 하모닉스 : 피킹한 후에 재빨리 엄지를 줄에 대서 하모닉스를 얻는 방법. 예를 들면 10프렛을 누를 경우 누르는 위치와 브리지 사이의 1/2, 1/3, 1/4 등의 지점에서 피킹하면 하모닉스를 얻을 수 있다.
- 인공 하모닉스 : 내추럴 하모닉스의 원리를 응용하여 모든 포지션에서 하모닉스를 얻는 방법. 예를 들면 5프렛을 잡은 뒤 5프렛을 0프렛으로 간주하고, 그것을 기준으로 하모닉스 포인트에 피킹하는 손가락을 대고 그 밖의 손가락을 이용해 줄을 튕겨 하모닉스를 이룬다.
- 태핑 하모닉스 : 줄을 누르는 위치와 새들(브리지)의 정수분의 1 포인트를 태핑함으로써 하모닉스를 내는 방법. 예를 들면 2프렛을 누르고 1/2 위치에서 14프렛을 태핑한다. 프렛의 가장 위를 친다.
- 슬라이드 하모닉스 : 프렛이 없는 베이스 등에서 한 음을 울린 직후에 줄을 누르고 그대로 손가락을 슬라이드시키면 하모닉스 음이 슬라이드를 따라 나아간다. 이것을 슬라이드 하모닉스라고 한다.